# Rzeczenica
Rzeczenica (kaszub. Réknicô, niem. Stegers) – wieś gminna w Polsce położona w województwie pomorskim, w powiecie człuchowskim, w gminie Rzeczenica przy skrzyżowaniu drogi krajowej nr 25 z drogą wojewódzką 202. Wieś jest siedzibą sołectwa Rzeczenica, w którego skład wchodzą również miejscowości Bagnica i Lestnica.
Wieś królewska starostwa człuchowskiego w województwie pomorskim w drugiej połowie XVI wieku. W latach 1975–1998 miejscowość administracyjnie należała do województwa słupskiego.
Miejscowość jest siedzibą gminy Rzeczenica.
Na terenie gminy Rzeczenica działa Gminne Centrum Kultury, Sportu, Turystyki i Rekreacji.
W miejscowości znajduje się między innymi ośrodek zdrowia i apteka, remiza Ochotniczej Straży Pożarnej, posterunek Policji, przedszkole, szkoła podstawowa, urząd pocztowy, agencja banku PKO BP, stacja benzynowa, siedziba koła łowieckiego oraz stadion piłkarski zespołu GKS Drzewiarz Rzeczenica. 20 maja 2009 roku został tu otwarty kompleks boisk sportowych „Orlik 2012”.

## Historia
Wieś wzmiankowana w dokumencie lokacyjnym z 25 marca 1376 roku jako Mergenow. Lokacji dokonał, na tzw. surowym korzeniu komtur człuchowski Henryk von Grobitz.

## Zabytki
Według rejestru zabytków NID na listę zabytków wpisany jest kościół parafialny pw. Najświętszego Serca Pana Jezusa z lat 1874–1876, nr rej.: A-357 z 11.07.1997.